# Peugeot 205
Peugeot 205 tillverkades mellan 1983 och i vissa länder fram till och med 1998 och är fortfarande Peugeots genom tidernas absoluta bästsäljare och byggdes i drygt fem miljoner exemplar. Bilen byggdes som 2- och 4-dörrars halvkombi, samt även cabriolet, då kallad CTI. Det fanns även planer att göra en liten kombi av 205:an, men det blev bara en prototyp.
Det mest omtalade utförandet av 205:an är 205 GTI i dess olika versioner. Den fanns till en början att få med 1,6 liters radfyra på 105 hk och senare med en 1,9 version av den motorn som gav 122 hk (130 hk utan katalysator som det inte var krav på i vissa länder, denna motorkonfiguration hade även något högre kompressionsförhållande och annan motorstyrning). I Sverige var GTIn en storsäljare; 35 procent av alla 205or som såldes från 1984 till och med 1986 var just av GTI-modellen. Från och med -89 så helgalvades karossen vilket ger ett gott rostskydd. Skivbromsar blev även standard bak. 
Idag är radfyran från Peugeot 405 Mi16 (eller Citroën BX 16V) (XU9J4, 148hk 1.9l 16v) en populär motor att byta till i bilar som används för mer inspirerad körning och racing. Denna motor förekom aldrig original i 205 från Peugeot men är känd för att ha bytts till av eftermarknadsverkstäder.  
Peugeot 205 fick väldigt fin kritik för att vara ytterst underhållande att köra, i princip som en gokart, med mycket god väghållning och köregenskaper. Den låga vikten parad med förhållandevis starka och varvvilliga motorer gav också bra acceleration. En 1,6 liters GTI gjorde 0-100 på 9,5 sekunder och 1,9 litersmodellen gjorde det på 7,8 resp 8,5 med katalysator. Ersättaren är Peugeot 206.
I Sverige såldes 1,1 och 1,4-liters liggande motor till att börja med utan katalysator, samt 1,6 GTI. Med katalysator fanns nya 1,1 och 1,4-litersmotorn som först kom i Citroën AX, samt 1,9 GTI. Därutöver såldes 205 diesel (1,9 liter utan turbo, endast med femdörrars kaross). 205 Automatic hade till att börja med en 1,6-litersmotor men denna ersattes av samma 105 hk 1,9 som satt i 205 CTI (cabriolet) när det blev krav på katalysator.

## Rallybil
För att tävla i den mest avancerade klassen Grupp B behövde Peugeot ta fram en speciell version av 205, som hade mittmotor och fyrhjulsdrift. Bakre delen av karossen kapades bort och ersattes av en rörramskonstruktion. Motorn baserades på blocket från dieselmotorn som var kraftigare i konstruktionen. 200 civila exemplar byggdes för att säljas till vanliga köpare, medan resten användes som tävlingsbilar. 
Efter ett antal svåra olyckor försvann Grupp B som tävlingsklass. Vissa av bilarna användes senare för att tävla i rallycross.

## Galleri

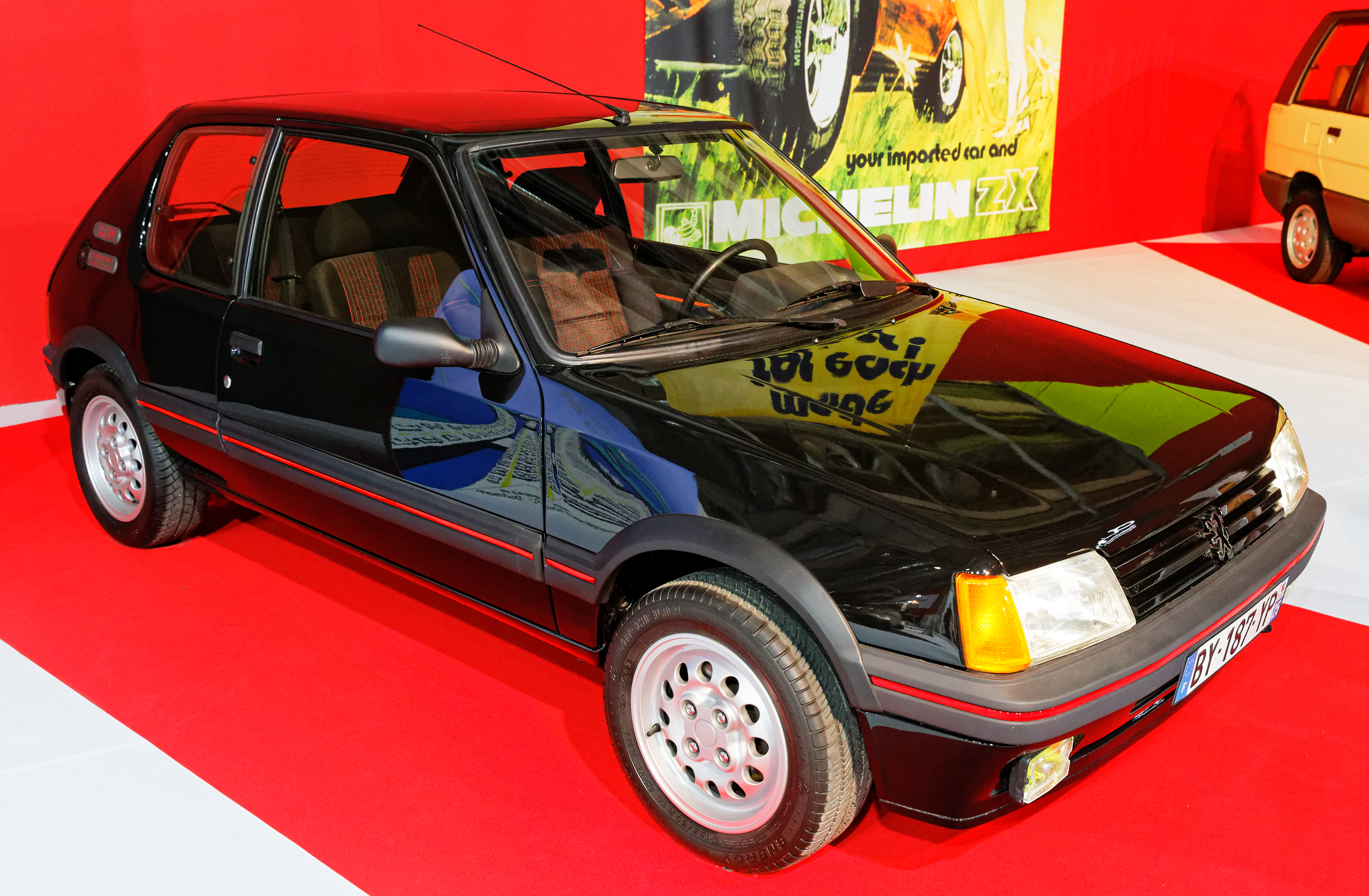
Peugeot 205 GTI 1.6 1986
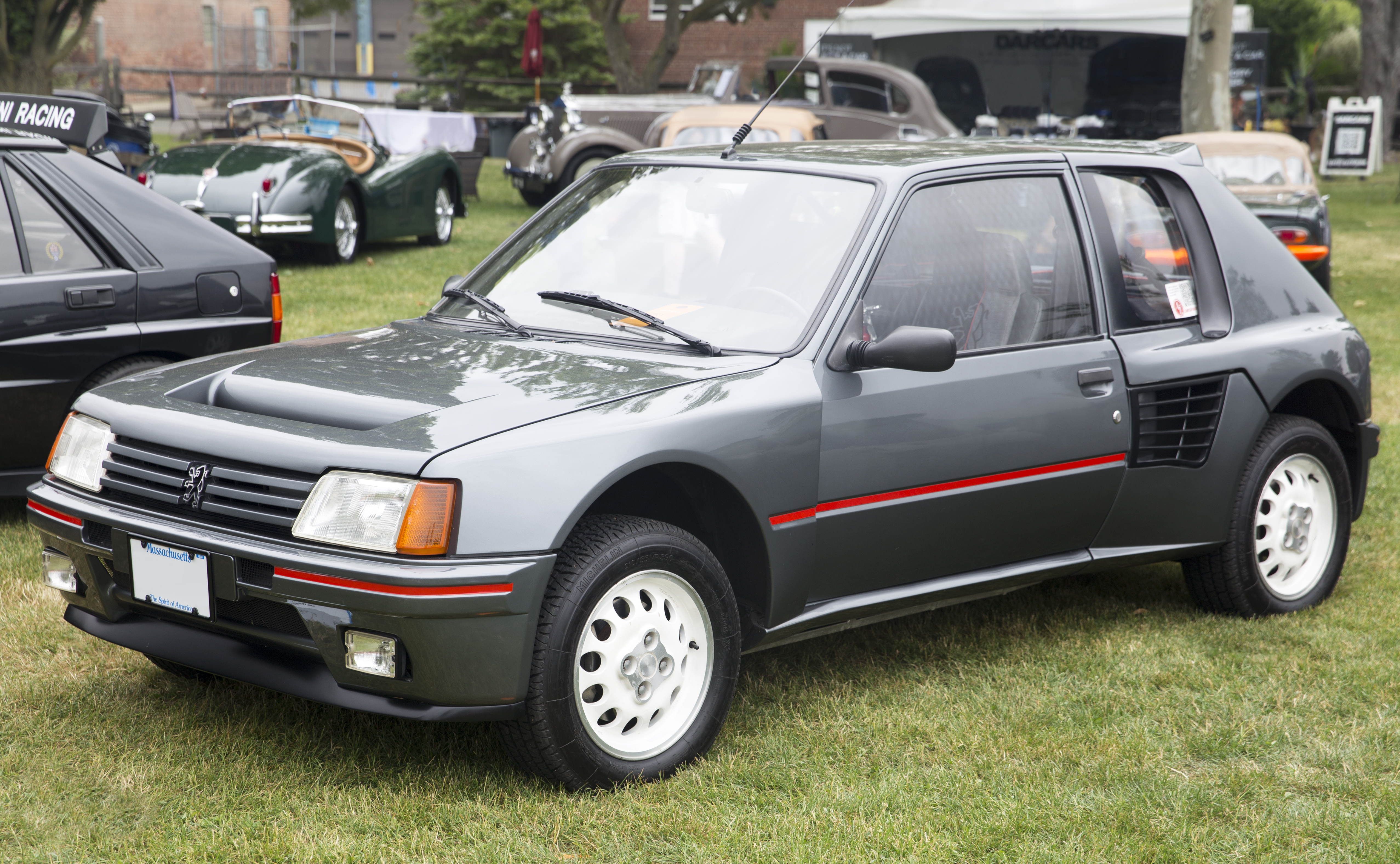
Peugeot 205 Turbo 16 1985

- Wikimedia Commons har media som rör Peugeot 205.